# Yongzheng-kejsaren
Yongzheng-kejsaren, personligt namn Yinzhen, född 13 december 1678, död 8 oktober 1735, regerade som Kinas kejsare från 5 februari 1723 fram till sin död och var en av Qingdynastins mest hårdföra ledare. Han var Kangxi-kejsarens fjärde son. 

## Trontillträdet
Kangxi-kejsaren hade två gånger utsett sin andre son Yinreng till tronföljare, men 1712 hade han avlägsnat honom från tronföljden och satt honom i fängsligt förvar, så när kejsaren avled 1722 var det oklart vem som var utsedd till tronföljare. Till skillnad från sin viktigaste rival om tronen, kejsarens fjortonde son Yinti, råkade Yinzhen befinna sig i huvudstaden när han nåddes av dödsbudet och med hjälp hovmannen Longkodo blev han utropad till kejsare med regeringstiteln Yongzheng. Oklarheterna kring Yongzhens trontillträde bestod under hela hans regeringstid och flera av hans bröder som framstod som potentiella tronpretendenter dog i fängelse eller bekläddes med ceremoniella poster för att hållas på avstånd från tronen.

## Reformer
Yongzheng genomförde flera viktiga reformer för att effektivisera statsförvaltningen. 1723 skapade han "Högsta rådet" (Junjichu 軍機處), vilket var sammansatt av kejserliga prinsar, medlemmar av stora sekreteriatet, presidenterna i departementen och cheferna för andra förvaltande verk i huvudstaden, vilka hade att redigera lagar och författningar. Yongzheng genomförde en sträng skattepolitik och kämpade för att få ned statens utgifter. 1729 blev han den förste kejsare som förbjöd handel med och missbruk av opium.

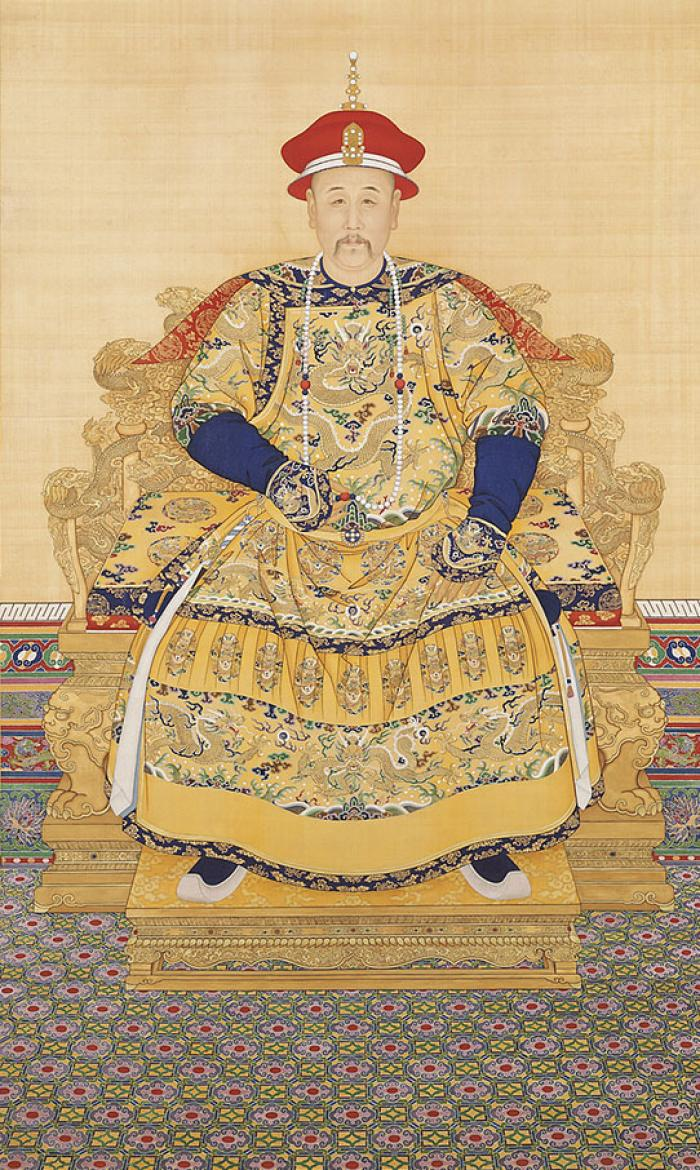
Yongzheng-kejsaren

## Utrikes relationer
1727 lät han sluta fördraget i Kjachta med Ryssland, som därmed fick betydande handelsprivilegier. Ryssland fick också rätt att hålla en "andlig mission" på 10 ledamöter i Peking, genom vilken Ryssland kunde få noggranna underrättelser därifrån.  Nya gränskrig med mongolerna slutade 1734 med att nya territorier i Turkestans erövrades.
Även om han var en uppriktig konfucian sysselsatte han sig med olika buddhistiska skolor, framför allt med chan-buddhismen och den tibetansk-mongoliska Vajrayana-riktningen. Yongzheng inledde svåra förföljelser mot de kristna, vilkas antal utanför Peking och Kanton skall ha uppgått till 300 000 bekännare. Detta kan till viss del tillskrivas hans missnöje med utfallet av den katolska ritstriden.
Den berömda encyklopedin "Fullständig samling av skrifter och bildverk från den gamla och den nye era" (Gujin tushu jicheng) fullbordades under Yongzhengs regering.
- Wikimedia Commons har media som rör Yongzheng-kejsaren.